# 丸亀市立綾歌中学校
丸亀市立綾歌中学校（まるがめしりつ あやうたちゅうがっこう）は、香川県丸亀市綾歌町にある公立中学校。

## 沿革
- 1947年　岡田中学校、富熊中学校、栗熊中学校創立
- 1948年　富熊中学校と栗熊中学校が統合し、久万玉中学校となる
- 1963年　岡田中学校と久万玉中学校が統合し、綾歌中学校となる
- 2005年3月22日 丸亀市、飯山町、綾歌町合併により丸亀市立綾歌中学校と校名を変更

## 校区
- 丸亀市綾歌町

## 教育目標
- 豊かな人間性を身につけ、たくましく生きる意欲と力をもった生徒を育てる

## 校区内の主な施設
- ニューレオマワールド

## 主な学校行事
- 修学旅行
- 体育祭

## 校区が隣接している学校
- 丸亀市立飯山中学校
- 丸亀市立南中学校
- まんのう町立満濃中学校
- 綾川町立綾川中学校
- 坂出市立白峰中学校